# Château Mercier (Sierre)
Pour les articles homonymes, voir Mercier.
Ne doit pas être confondu avec Château Mercier (Mazingarbe).
Le château Mercier, anciennement château de Pradegg du nom de la colline sur laquelle il est implanté, est un manoir construit en 1908, situé dans la commune suisse de Sierre dans le canton du Valais.

## Historique
En 1906, Jean-Jacques Mercier-de Molin et Marie Mercier-de-Molin ont commencé la construction de leur résidence d’été sur la colline de Pradegg, sur un domaine d’une surface de 37 126 m2, comprenant également trois maisons d’habitation et quelques dépendances (granges, écuries, remises, etc.). Le château allie les styles néorenaissance et néobaroque. La décoration intérieure est due au peintre décorateur Otto Alfred Briffod. Le château est entouré d’un magnifique parc.
La famille Jean-Jacques Mercier, quatrième génération, y habitait une bonne partie de l’année. En hiver, la famille s’en allait vivre à Nice.
Le 27 janvier 1971, la fondation de la famille Mercier promet la donation du domaine au Canton du Valais. Celle-ci devient effective le 1er janvier 1991. Le château est alors restauré pour 4 millions de francs suisse et sa gestion confiée à une fondation qui organise des manifestations culturelles et gère le centre d’accueil pour des séminaires.

## Famille Mercier
Famille bourgeoise protestante, originaire de l’Aveyron en France et réfugiée à Lausanne en 1743, les Mercier y fondent une tannerie prospère. Entrepreneurs, ils construisent le funiculaire Lausanne-Ouchy, participent à la création de la CGN, achètent la Gazette de Lausanne et financent une partie de la construction (1922) de l’hôpital de Sierre. La famille devient l’un des plus grands propriétaires fonciers de Lausanne dans le quartier Le Flon.